# پایگاه هوایی گارد ملی فرسنو
پایگاه هوایی گارد ملی فرسنو (به انگلیسی: Fresno Air National Guard Base) یک فرودگاه است . این فرودگاه در کشور ایالات متحده آمریکا قرار دارد .